# کویزنوس
کویزنوس (انگلیسی: Quiznos) شرکت موادغذایی و رستوران زنجیره‌ای آمریکایی است که مالک شبکه‌ای از ۱٫۵۰۰ شعبه در آمریکا و ۶۰۰ شعبه بین‌المللی می‌باشد. کویزنوس در سال ۱۹۸۱ توسط ترن برالی در شهر دنور، کلرادو تأسیس شد.